# Stowarzyszenie Pisarzy Literatury Kryminalnej
Stowarzyszenie Pisarzy Literatury Kryminalnej (ang. Crime Writers’ Association, CWA) – stowarzyszenie brytyjskich pisarzy założone w 1953 roku przez Johna Creaseya. Obecnie zrzesza około 600 pisarzy. Stowarzyszenie skupia autorów co najmniej jednej powieści kryminalnej.
Jest najbardziej znane z przyznawania od 1955 roku nagrody Złoty Sztylet. Od 2001 roku przyznaje The John Creasey Dagger, a od 2002 roku CWA Ian Fleming Steel Dagger.